# Ann Haydon-Jones
Pour les articles homonymes, voir Haydon et Jones.
Ne pas confondre avec Elizabeth Jones, Marion Jones, Tami Whitlinger Jones, également joueuses de tennis.
Ann Haydon, plus connue sous son nom de femme mariée Ann Haydon-Jones (à partir de 1962), est une joueuse de tennis et de tennis de table britannique, née le 7 octobre 1938 à Birmingham (Angleterre).

## Carrière sportive

### En tennis de table
Ann Haydon est d'abord une joueuse de tennis de table au début de sa carrière,. Elle participe alors à cinq championnats du monde et y remporte plusieurs médailles. Lors des championnats du monde de 1954 à Londres, elle remporte une médaille d'argent en double dames et une médaille de bronze par équipes. Lors des championnats du monde de 1956 à Tokyo, elle gagne trois autres médailles : argent par équipes et en double mixte, bronze en double dames. Elle réalise ses meilleures performances lors des championnats du monde de 1957 à Stockholm, devenant vice-championne du monde dans trois catégories : simple, double dames et double mixte. Elle perd en finale du simple contre la Japonaise Fujie Eguchi après un match très disputé.
Elle remporte aussi deux fois le titre en double dames à l'Open d'Angleterre.

### En tennis
Ann Haydon est ensuite joueuse professionnelle de tennis du milieu des années 1950 jusqu'au début des années 1970. Elle remporte sept titres du Grand Chelem : trois en simple dames, trois en double dames et un en double mixte.
Elle remporte deux fois le titre en simple à Roland-Garros : en 1961 contre Yola Ramírez puis en 1966 face à Nancy Richey.
Son titre le plus prestigieux est sa victoire en simple à Wimbledon en 1969, en battant Billie Jean King en finale.
Elle est membre du International Tennis Hall of Fame depuis 1985, devenant alors la première gauchère à accéder à ce club très fermé.